# Gare de Varingskollen
La gare de Varingskollen est une halte ferroviaire norvégienne de la Gjøvikbanen située à Nittedal, à proximité immédiate du centre de ski de Varingskollen.

## Histoire
La halte fut ouverte en 1932 sous le nom Løvstad qui fut remplacé par le nom actuel le 31 mai 1964.

## Situation ferroviaire
La gare est située à 30,35 km d'Oslo.

## Service des voyageurs

### Accueil
La halte compte juste une aubette sur le quai.

### Desserte
La gare est desservie  par des trains locaux et régionaux en direction de Jaren, Gjøvik et Oslo.